# Euscorpius sulfur
Espèce
Euscorpius sulfur est une espèce de scorpions de la famille des Euscorpiidae.

## Distribution
Cette espèce se rencontre à la frontière entre l'Albanie et la Grèce dans la vallée du Sarantáporo dans le canyon Vromoner dans des grottes.

## Description
Le mâle holotype mesure 30,52 mm et la femelle paratype 34,21 mm.

## Systématique et taxinomie
Cette espèce a été décrite par Kovařík, Audy, Sârbu et Fet en 2023.

## Étymologie
Son nom d'espèce lui a été donné en référence au lieu de sa découverte, la grotte Sulfur.

## Publication originale
- Kovařík, Audy, Sârbu & Fet, 2023 : « Euscorpius sulfur sp. n. (Scorpiones: Euscorpiidae), a new cave scorpion from Albania and northwestern Greece. » Euscorpius, no 376, p. 1-14 (texte intégral).